# 六甲アイランドフェリーターミナル

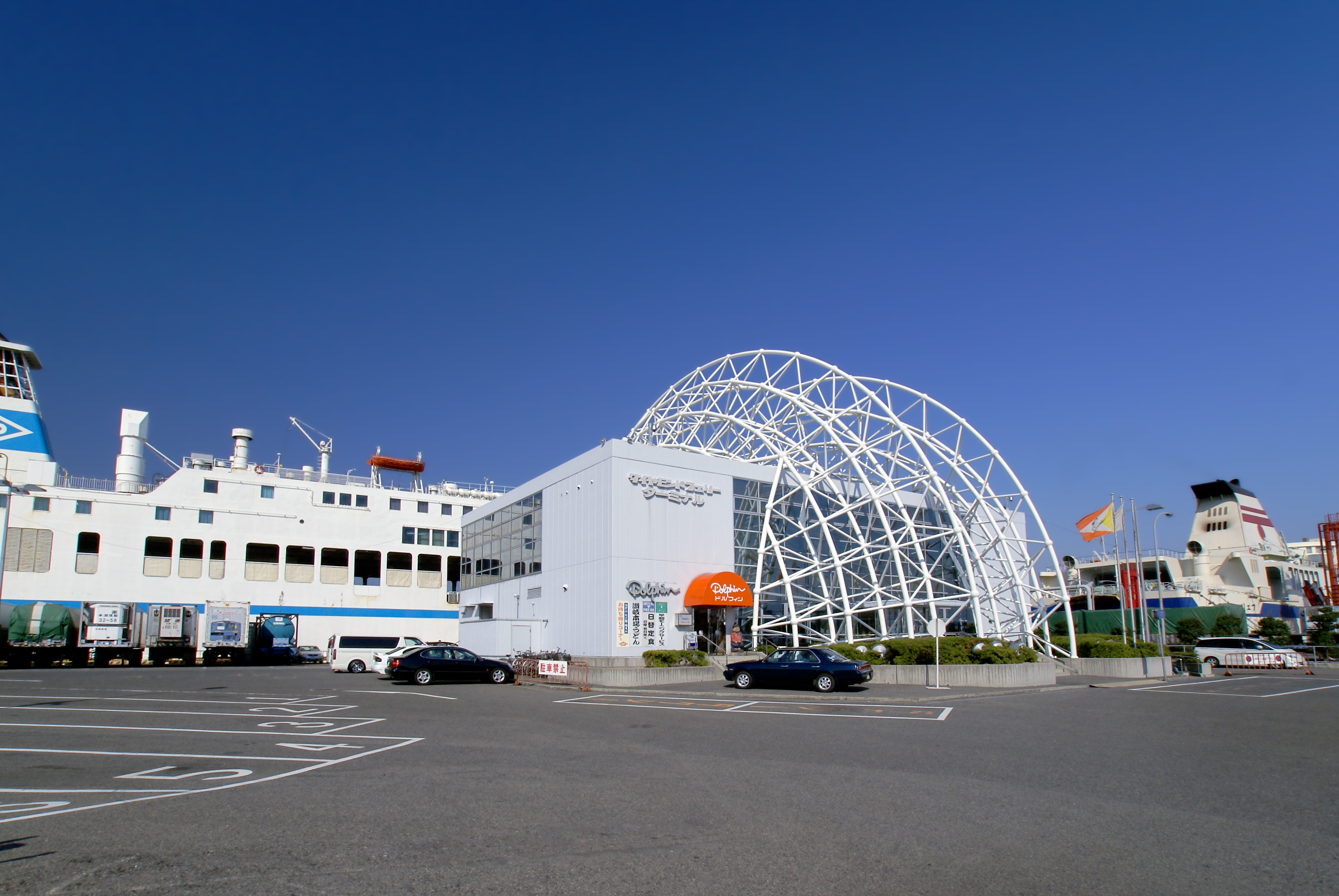
ダイヤモンドフェリー旅客ターミナル。第1バース（左）に接岸するフェリーダイヤモンド（9,023トン）と第2バース（右）に接岸するフェリーせっつ（15,188トン）

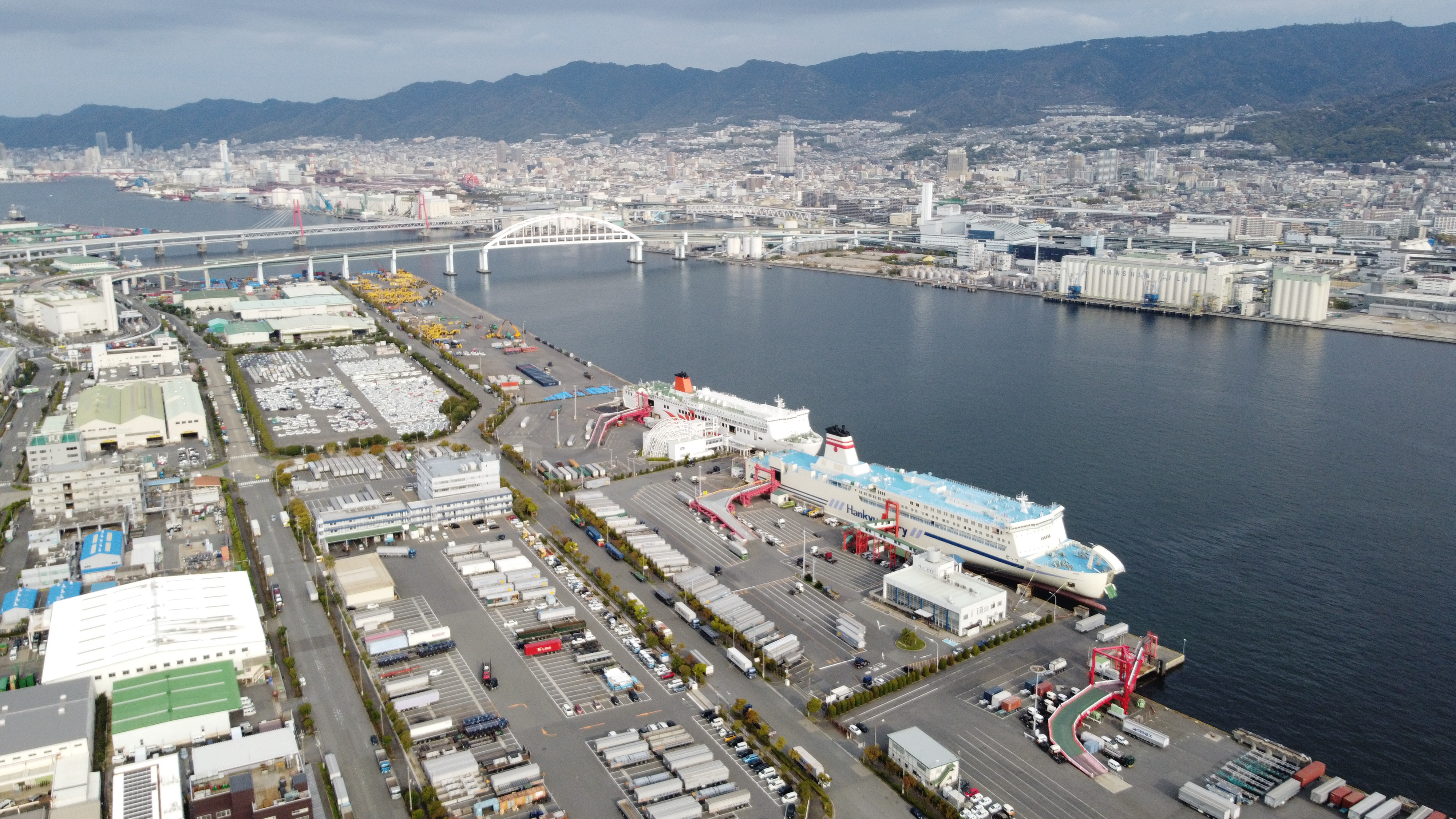
空から見る六甲アイランドフェリーターミナル（停泊中のフェリー「せっつ」と「さんふらわあ ごーるど」）

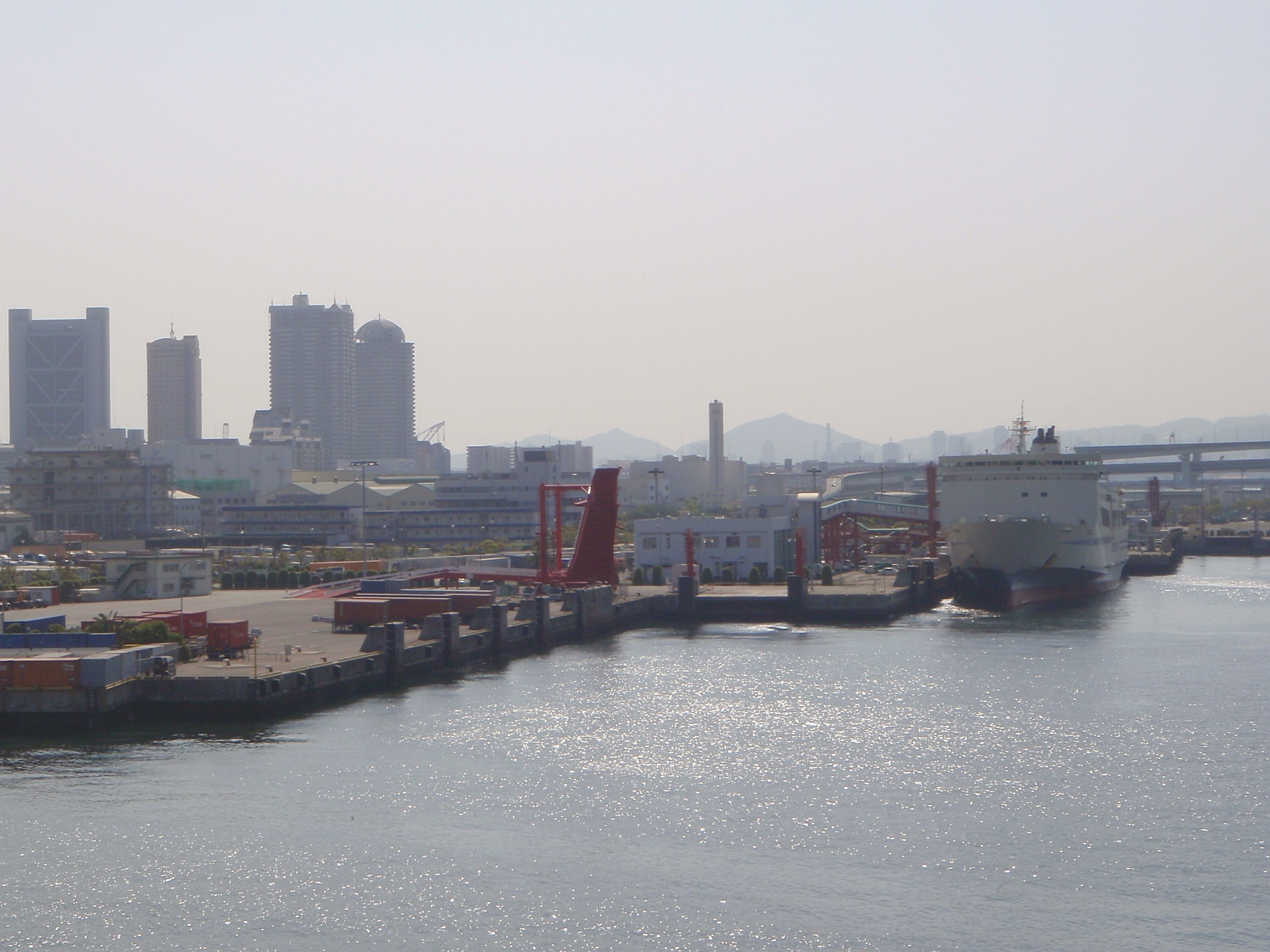
海側から見たフェリーバース全景。第2バースに阪九フェリーが停泊中。

六甲アイランドフェリーターミナル（ろっこうアイランドフェリーターミナル）は、神戸港にある旅客船ターミナルの一つ。

## 概要
1988年3月に運用が開始された。六甲アイランドの北東、多目的バースの東隣、六甲船客ターミナルがある内貿バースの北西隣に位置する。鋸刃の形状のフェリー専用バース3つを備えている。各バースは運航各社に貸与され、それぞれのバース専用の客船ターミナルビルが設置されている
。なお、その一つである阪九フェリーの客船ターミナルの面積は国内最大級である。1995年1月17日に発生した兵庫県南部地震（阪神・淡路大震災）で被害を受けて使用を停止し、同年8月1日に復旧した。

## 所在地
〒658-0031 兵庫県神戸市東灘区向洋町東三丁目2番地の1（六甲アイランド北東岸）

## 施設・フェリーバース
RF1（第1バース）
水深7.5m、岸壁延長193m、面積17,390m2、旅客ターミナル面積1,164m2
1980年にダイヤモンドフェリーが使用を開始、1992年4月に同社による2階建ての現行ターミナルが竣工し、同社並びに後身の商船三井さんふらわあが道路を挟んだ埠頭背後地の一部を含め占有的に利用しており、同社の関連企業が入居する「商船三井さんふらわあビル」（旧ダイヤモンドフェリービル）などが設置されている。
- フェリーさんふらわあ

神戸港 - 大分港
RF2（第2バース）
水深9.0m、岸壁延長266m、面積24,920m2、旅客ターミナル面積1,619m2
1988年3月に阪九フェリーのターミナルが竣工、道路を挟んだ埠頭背後地の一部を含め占有的に利用している。なお、同社はこのターミナルを登記上本店としている。
- 阪九フェリー

神戸港 - 新門司港
RF3（第3バース）
水深8.5m、岸壁延長238m、面積22,690m2、旅客ターミナル面積335m2
四国開発フェリーが占有的に利用している。かつては1985年から淡路フェリーが使用していた。
- 四国開発フェリー（四国オレンジフェリー）

神戸港 - 新居浜港

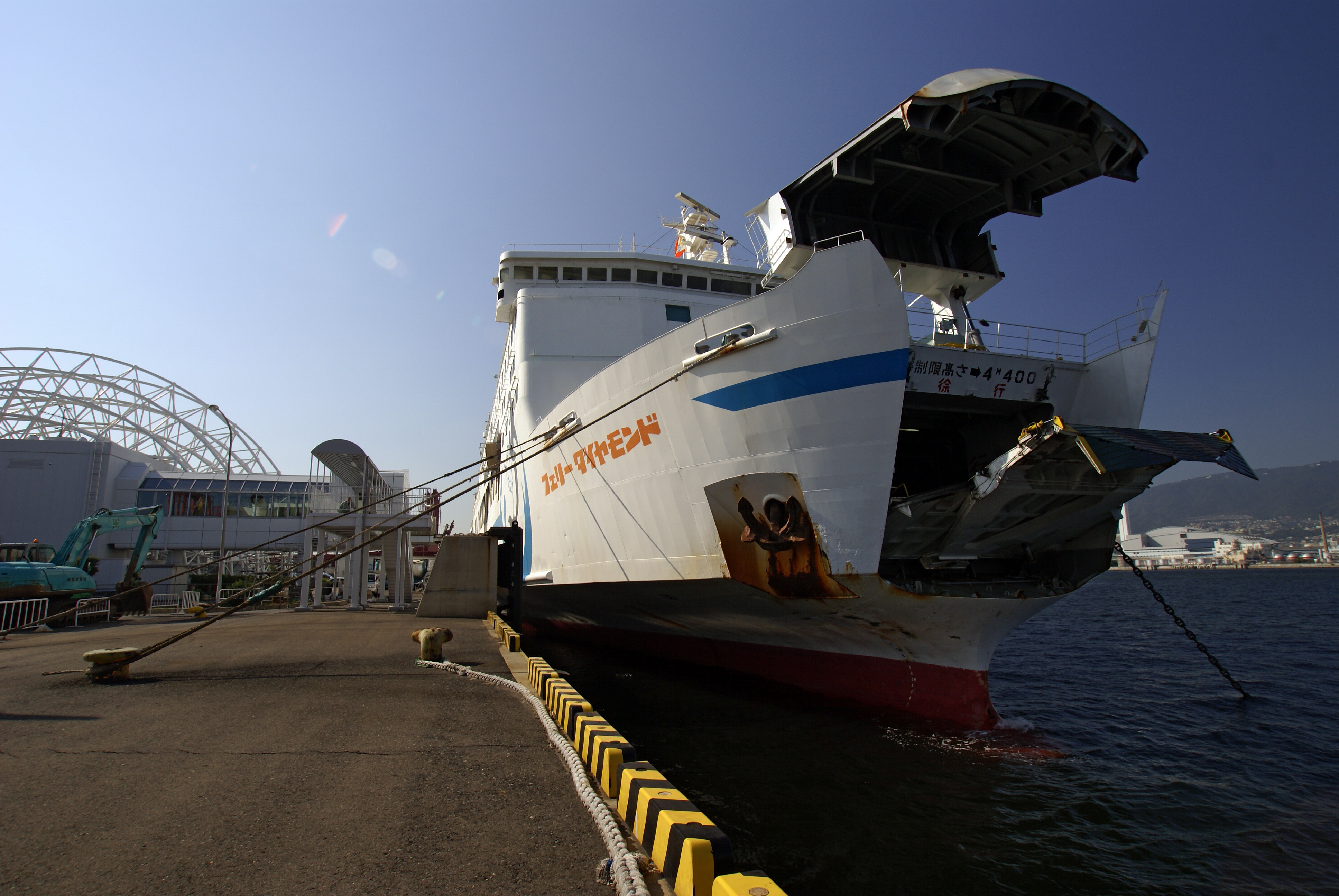
第1バースに接岸する「フェリーダイヤモンド」
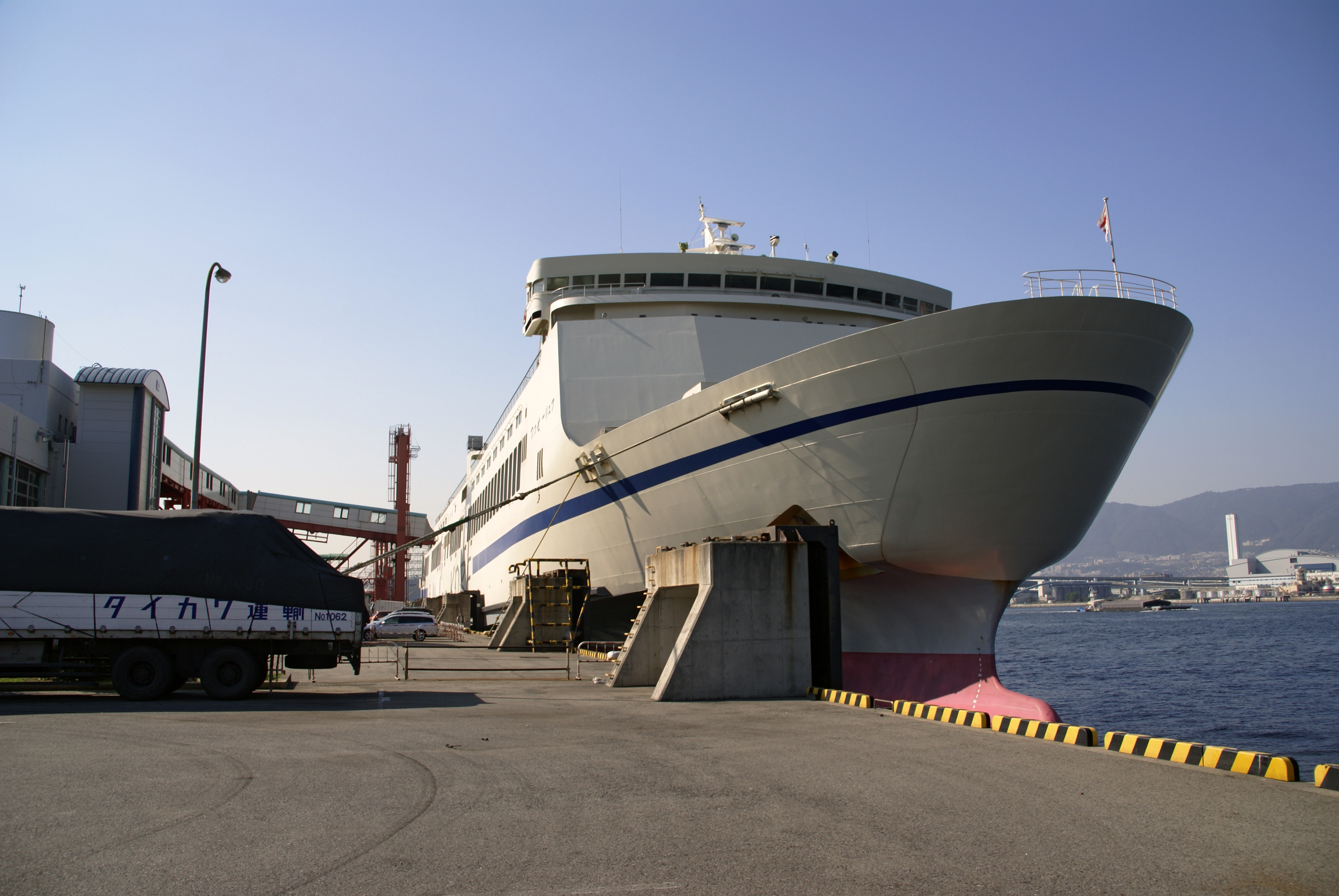
第2バースに接岸する「フェリーせっつ」
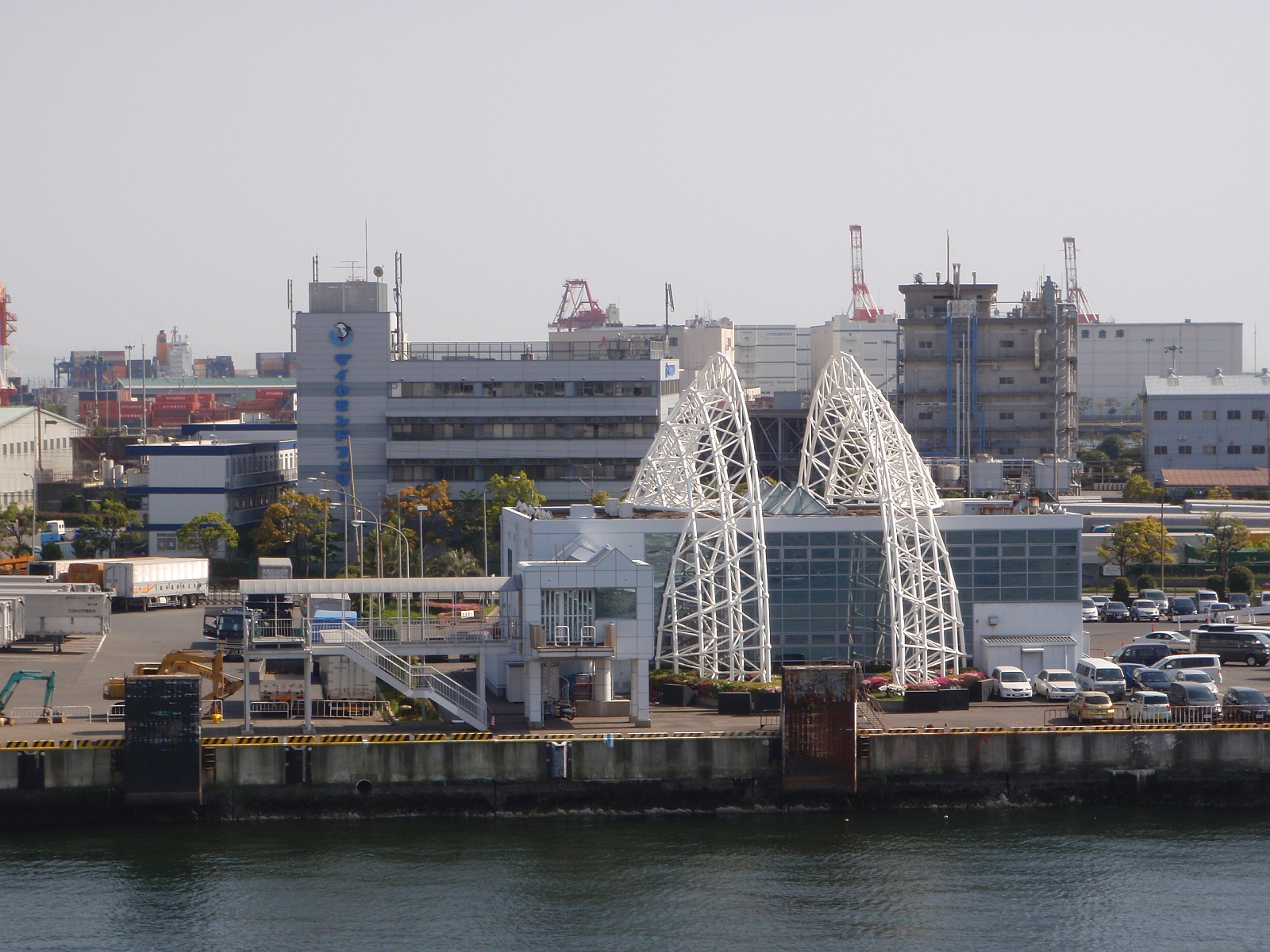
海側から見た第1バースと埠頭背後地
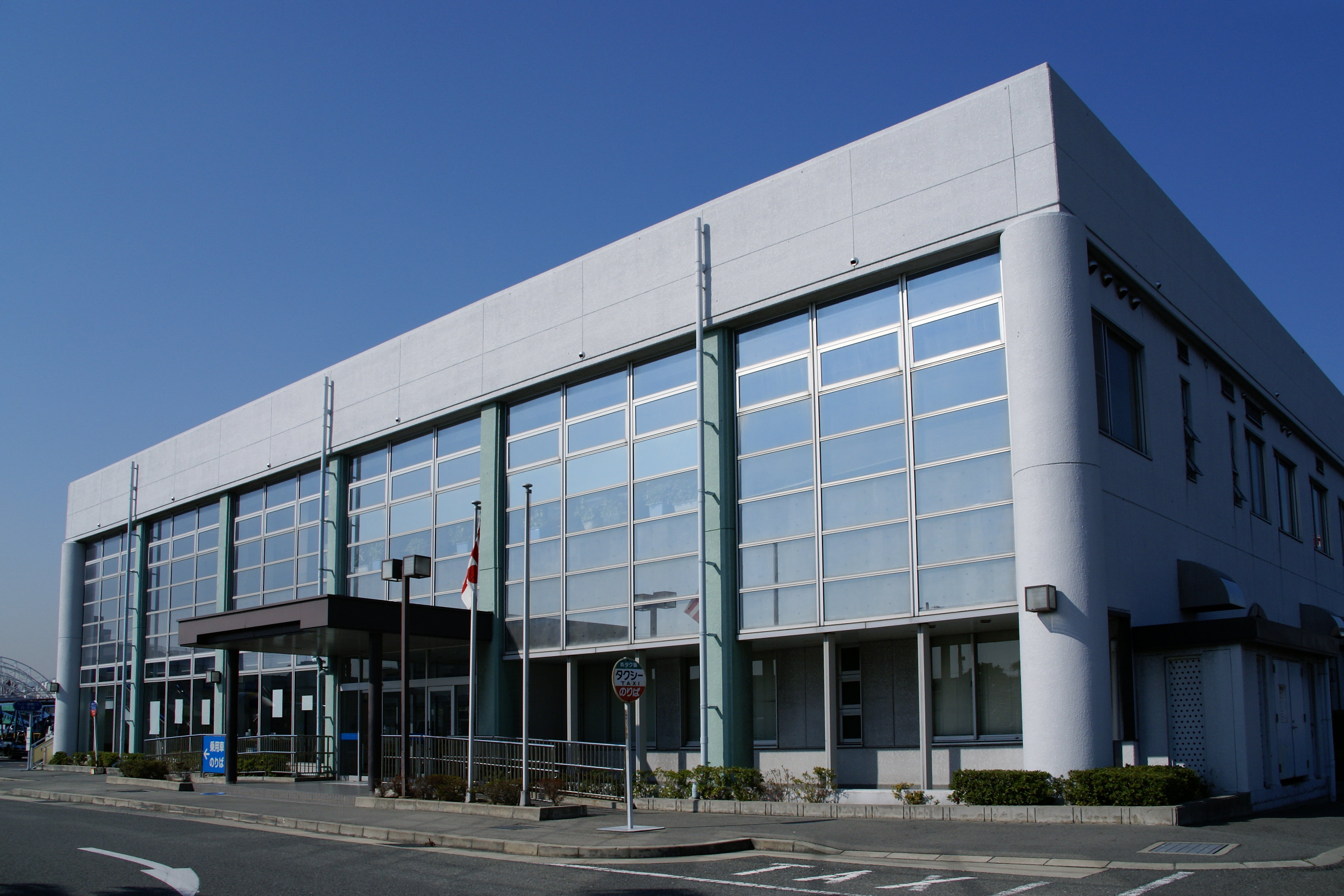
阪九フェリーの旅客施設
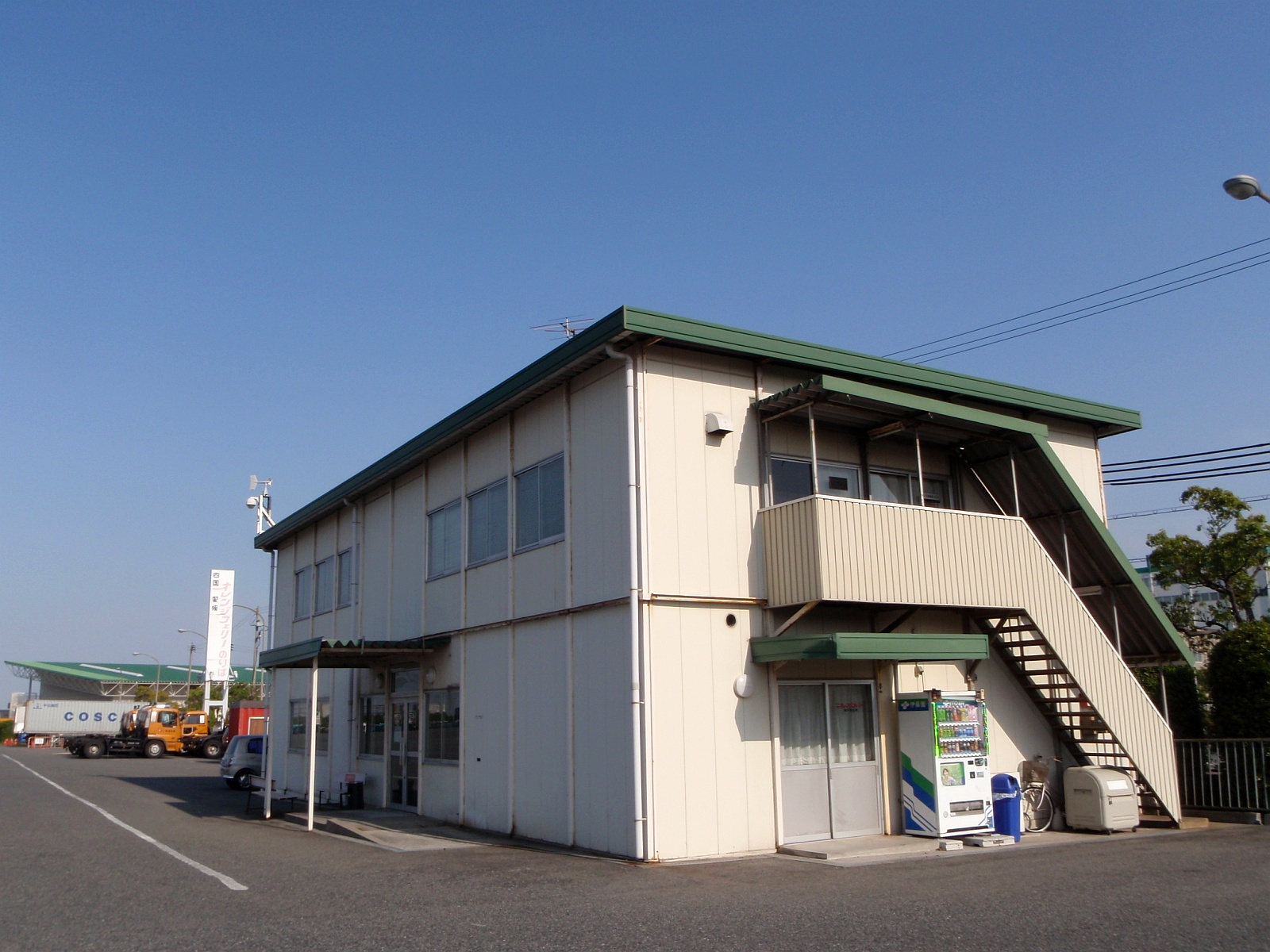
オレンジフェリーの旅客施設

## 交通
- 神戸新交通六甲アイランド線（六甲ライナー） アイランド北口駅からバスで5分または徒歩18分。
- 阪神本線 御影駅からバスで20分。
- 阪急神戸線御影駅からバスで20分。
- JR東海道本線（JR神戸線） 住吉駅からバス15分。

バスは神戸フェリーバスが運行しており、フェリーさんふらわあ・阪九フェリーの出入港時刻に合わせて運行されている。運賃は往復とも、各フェリーターミナル - アイランド北口駅間のみ利用する場合は無料、御影駅・住吉駅で乗降する場合は大人230円、小人120円（令和4年4月現在）。交通系ICカードは2025年7月1日より使用可能となった。

## 近隣の旅客船ターミナル
- 神戸ポートターミナル
- 高浜旅客ターミナル
- 神戸三宮フェリーターミナル（旧・新港フェリーターミナル）
- 中突堤旅客ターミナル
- 中突堤中央ターミナル
- 神戸空港海上アクセスターミナル

かつて存在した主な旅客船ターミナル
- 東神戸フェリーセンター
- 六甲船客ターミナル